# Андриасян, Леон Грантович
Леон Грантович Андриасян (арм. Լևոն Անդրիասյան) (род. 24 августа 1958, Ереван - 4 июня 2021, Ереван) ― советский и армянский врач-стоматолог, доктор медицинских наук (2002), профессор.

## Биография
Родился 24 августа 1958 в Ереване, Армянская ССР, СССР.
В 1975-1977 годах работал на промышленных предприятиях в Ереване, в 1977 году призван в ряды Советской Армии. После службы поступил на стоматологический факультет Ереванского государственного медицинского института.
С 1986 по 1989 год работал в стоматологической клиники города Масис. С 1989 по 1999 год преподавал в Ереванском государственном медицинском университете на кафедре профилактической стоматологии.
В 2002 году защитил докторскую диссертацию на соискание учёной степени доктора медицинских наук.
В 2004 году основал и был главным редактором «Вестника стоматологии и челюстно-лицевой хирургии».
Является автором оригинальных теорий прорезывания зубов и этиопатогенеза генерализованных воспалительных заболеваний пародонта.
Автор научных статей, методических предложений, методических рекомендаций, учебников, 10 рационализаторских предложений, соавтор учебника терапевтической стоматологии, монографии «Одонтогенез и стоматология» (2002).

## Членство в научных и общественных организациях
- Член правления Армянской стоматологической ассоциации.
- Действительный член Армянского отделения РАЕН, 2000 год
- Действительный член (академик) Европейской академии естественных наук, (2011)[3]

## Награды
- Золотая медаль Армянской стоматологической ассоциации